# Leptormenis relicta
Leptormenis relicta är en insektsart som först beskrevs av Fabricius 1803.  Leptormenis relicta ingår i släktet Leptormenis och familjen Flatidae. Inga underarter finns listade i Catalogue of Life.